# Adolfo Mourão
Adolfo Albino Mourão est un footballeur portugais né le 29 juin 1912 à Oeiras et mort le 14 juin 1981. Il évoluait au poste d'attaquant.

## Biographie

### En club
Adolfo Mourão joue dans le club du Sporting Portugal au cours de sa carrière,.
Il remporte notamment deux titres de Champion du Portugal en 1941 et en 1944.

### En équipe nationale
International portugais, il reçoit 15 sélections en équipe du Portugal entre 1934 et 1942, pour deux buts inscrits.
Il joue son premier match en équipe nationale le 11 mars 1934 dans le cadre des qualifications pour la Coupe du monde 1934 contre l'Espagne (défaite 9-0 à Madrid).
Son dernier match a lieu le 1er janvier 1942 contre la Suisse (victoire 3-0 à Lisbonne). Il marque ses deux seuls buts en sélection à cette occasion.

## Palmarès
Avec le Sporting Portugal :
- Champion du Portugal en 1941 et 1944
- Vainqueur de la Coupe du Portugal en 1941
- Vainqueur du Championnat du Portugal (ancêtre de la Coupe du Portugal) en 1934, 1936 et 1938
- Vainqueur du Championnat de Lisbonne en 1931, 1934, 1935, 1936, 1937, 1938, 1939, 1941, 1942 et 1943